# Mary Jerrold
Mary Jerrold (1877 – 1955) foi uma atriz britânica da era do cinema mudo. Ela foi casada com o ator Hubert Harben.

## Filmografia selecionada
- Disraeli (1916)
- The W Plan (1930)
- The Shadow Between (1931)
- The Great Defender (1934)
- Jack of All Trades (1936)
- Return to Yesterday (1940)
- The Flemish Farm (1943)